# Aulzhausen
Aulzhausen – dzielnica gminy Affing w Niemczech, w kraju związkowym Bawaria, w rejencji Szwabia, w regionie Augsburg, w powiecie Aichach-Friedberg. Leży około 16 km na zachód od Aichach, około 10 km na zachód od Augsburga.

## Współpraca
„Kościelne“ partnerstwo między Aulzhausen i Łozbzem istnieje od czerwca 1994 roku. Niemiecko-polskiemu porozumieniu i partnerstwu z parafią w Łobzie dał przymusowy robotnik. Na tutejszym cmentarzu znajduje się grób Michała Kwika, przymusowego robotnika, skazanego na karę śmierci w 1944 r. za uszkodzenie munduru żołnierza Wehrmachtu. Podczas uroczystości, po mszy św. kwiaty złożyli przedstawiciele konsulatu, burmistrz miasta oraz członkowie komitetu organizacyjnego partnerstwa Affing-Łobez.

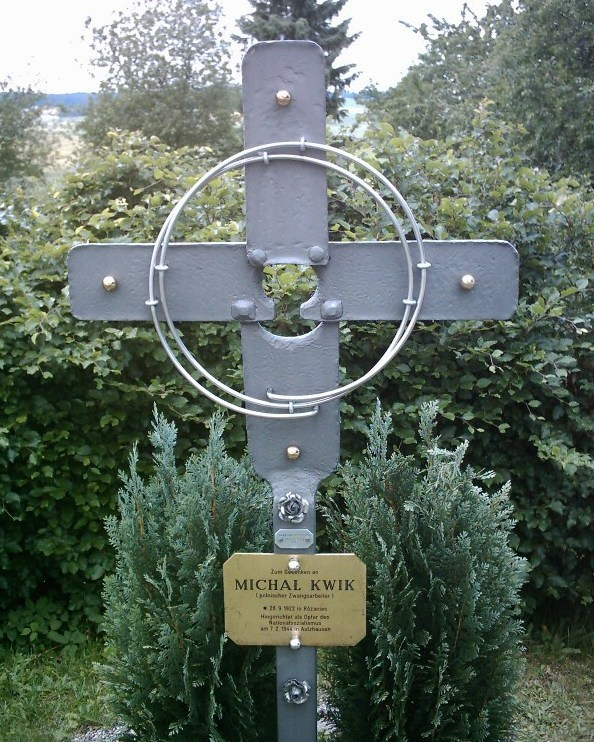
Niemiecko-Polskie porozumienie 1994
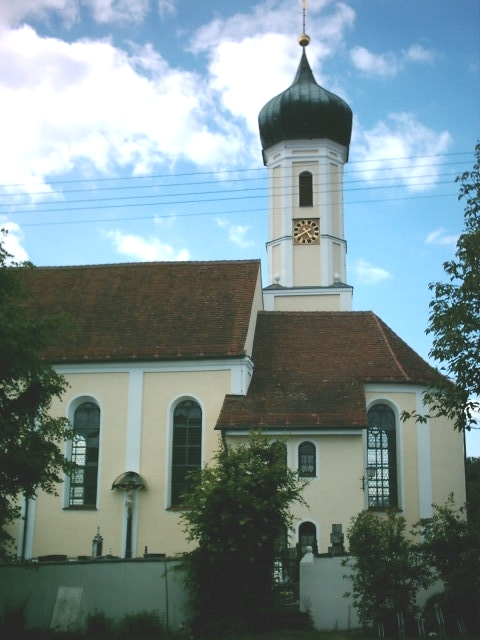
Kościół parafialny pw. św. Wawrzyńca i Elżbiety Węgierskiej (St. Laurentius und Elisabeth)